# Friedrich Wilhelm Brökelmann
Johann Friedrich Wilhelm Brökelmann (* 10. August 1799 in Dortmund; † 31. Juli 1890 in Neheim) war ein deutscher Unternehmer.

## Leben
Brökelmann entstammte einer bürgerlichen Dortmunder Familie, die spätestens seit dem 16. Jahrhundert in der Stadt nachweisbar ist und neben Kaufleuten auch Juristen hervorbrachte. Sie gehörten zur wohlhabenden städtischen Führungsschicht und waren als Stadtrichter, Ratsverwandte und Stadtkämmerer an der Selbstverwaltung der Freien Reichsstadt beteiligt.

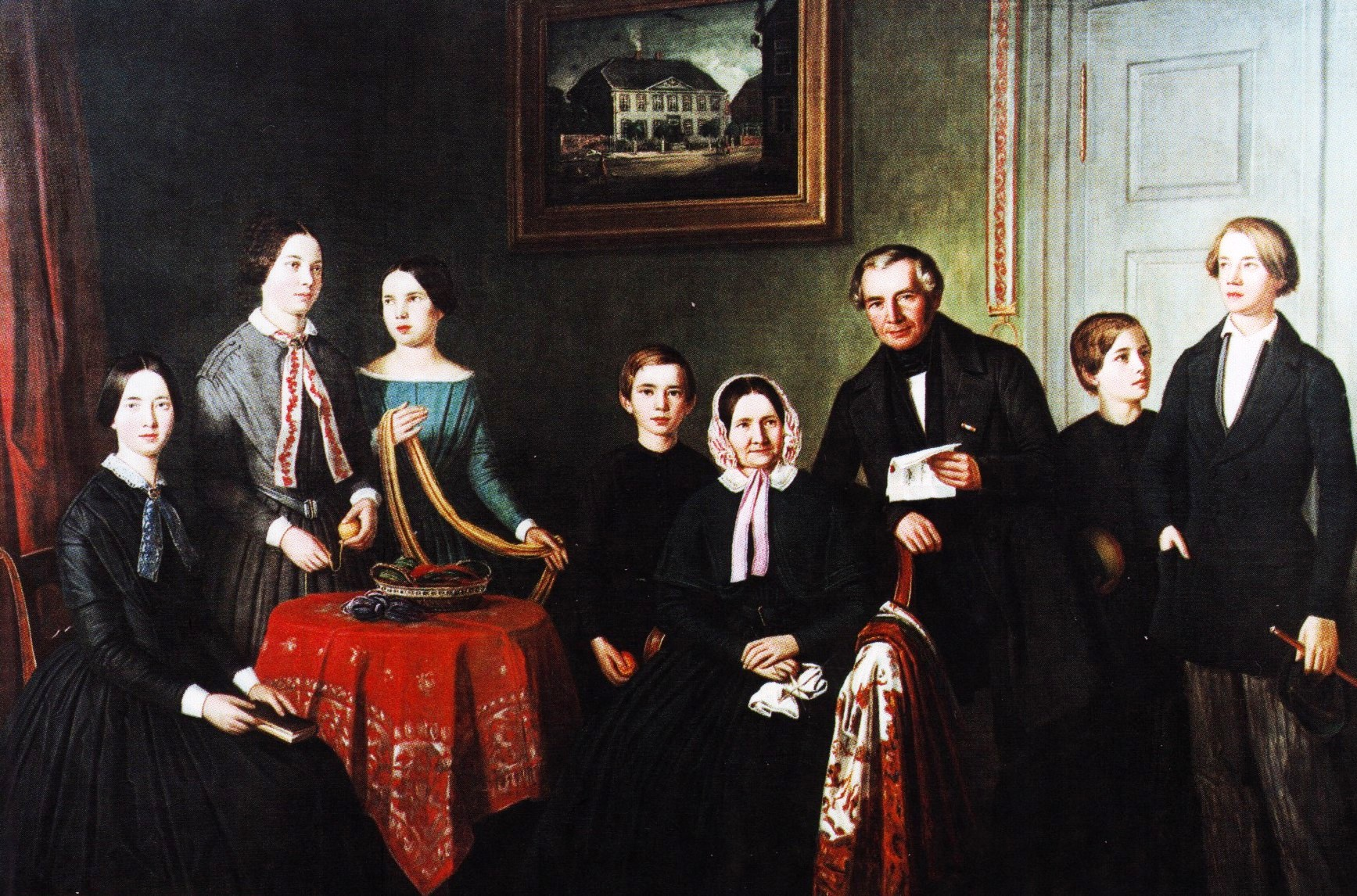
Ölgemälde der Familie Brökelmann von Engelbert Seibertz, 1850

Die Zukunftsaussichten des jungen Johann Friedrich waren also hervorragend, allerdings verlor er bereits mit zwei Jahren seinen Vater Johann Arnold. Da seine Mutter Luise, geborene Beurhaus, im Jahr 1804 ihren Schwager, den Weinhändler und Kaufmann Wilhelm Rittershaus (aus der Gründerfamilie der späteren Dortmunder Ritter-Brauerei) heiratete, wuchs er in der Familie seines Stiefvaters auf. Im Jahr 1811 verlor Brökelmann auch seine Mutter, blieb aber bei der Familie Ritterhaus und besuchte von 1810 bis 1814 das Stadtgymnasium Dortmund. Danach absolvierte er eine kaufmännische Lehre. Nach seiner Lehre unternahm Brökelmann im Jahr 1818 eine mehrwöchige Auslandsreise nach Belgien und besichtigte dabei Glashütten, Hüttenwerke, Kanonenfabriken und andere moderne Unternehmen.
Im Jahr 1820 nahm er eine Stellung in der Kolonialwarengroßhandlung und Essigfabrik von Peter Overbeck an, aus der später die Dortmunder Löwenbrauerei hervorging. Als Handlungsreisender war er vor allem im Sauerland und Siegerland tätig. Dabei kam er auch nach Neheim. Diese Stadt litt damals nicht nur an den Folgen eines verheerenden Stadtbrands im Jahr 1804. Dazu kam eine tiefgreifende wirtschaftliche Krise, da das bislang einigermaßen bedeutende Textil-Heimgewerbe der Konkurrenz der britischen Fabrikware bereits weitgehend unterlegen war. Die Gemeinde wandelte sich allmählich zu einer Ackerbürgerstadt ohne nennenswerte gewerbliche Bedeutung.
1826 erwarb Brökelmann in Neheim ein Wohnanwesen und kaufte von der katholischen Kirchengemeinschaft eine Ölmühle. Ein Standortfaktor war mithin eine beträchtliche Zahl von verfügbaren Arbeitskräften, was sich auf die Anfänge der Industrieentwicklung positiv auswirkte. Das ursprünglich gewerbliche Engagement von Brökelmann war mit dem Betrieb der Ölmühle und einer Spezereihandlung allerdings eher traditionell ausgerichtet. Er arbeitete im Auftrag der Dortmunder Firma Overbeck und bezog einen geringen Teil des Umsatzes als Gehalt.
Im Jahr 1828 heiratete Brökelmann die Dortmunder Kaufmannstochter Luise Christine Wilhelmine Friederike Boecking, aus dieser Ehe gingen vier Kinder hervor. Ein Jahr später erwarb Brökelmann das Neheimer Bürgerrecht. In den folgenden Jahrzehnten baute Brökelmann seinen Grundbesitz in Neheim aus, um sein aufblühendes Unternehmen erweitern zu können. Im Jahr 1831 wurde Josef Cosack – ein weiterer Industriepionier Neheims – zum Teilhaber der Firma Brökelmann & Overbeck. Kurze Zeit später erwarb er das repräsentative Haus Risse am Neheimer Markt als eigenen Wohnsitz.
Im Jahr 1838 begannen die drei Partner über den eher vorindustriellen Rahmen hinauszugehen und gründeten 1839 im benachbarten Hüsten ein Puddel- und Walzwerk. Das Unternehmen konnte sich allerdings nicht halten, und Brökelmann und Overbeck stiegen aus diesem Projekt aus. Gleichwohl waren damit die Grundlagen für die 1845 gegründete Hüstener Gewerkschaft gelegt. Auch am Zink- und Bleibergbau in Ramsbeck beteiligte sich Brökelmann finanziell seit 1840. Während Brökelmann seine Anteile an der Ramsbecker Gewerkschaft 1851 mit großem Gewinn verkaufen konnte, zahlte sich sein finanzielles Engagement im entstehenden Steinkohlenbergbau nicht aus.

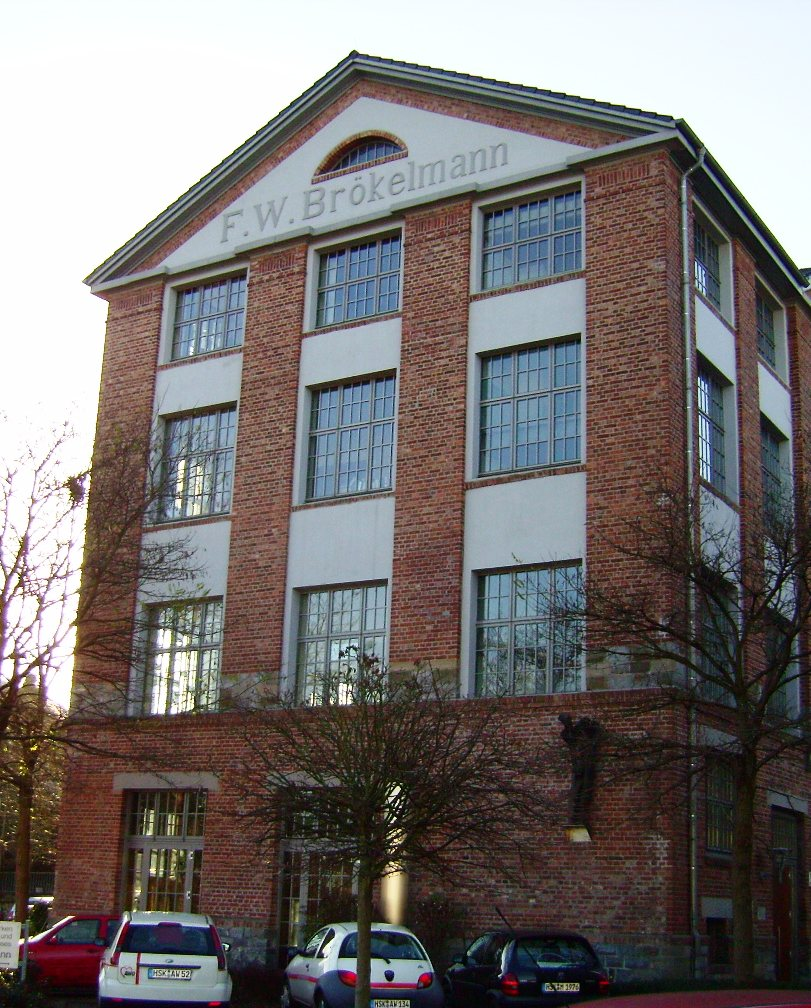
Ehemaliges Fabrikgebäude von F. W. Brökelmann

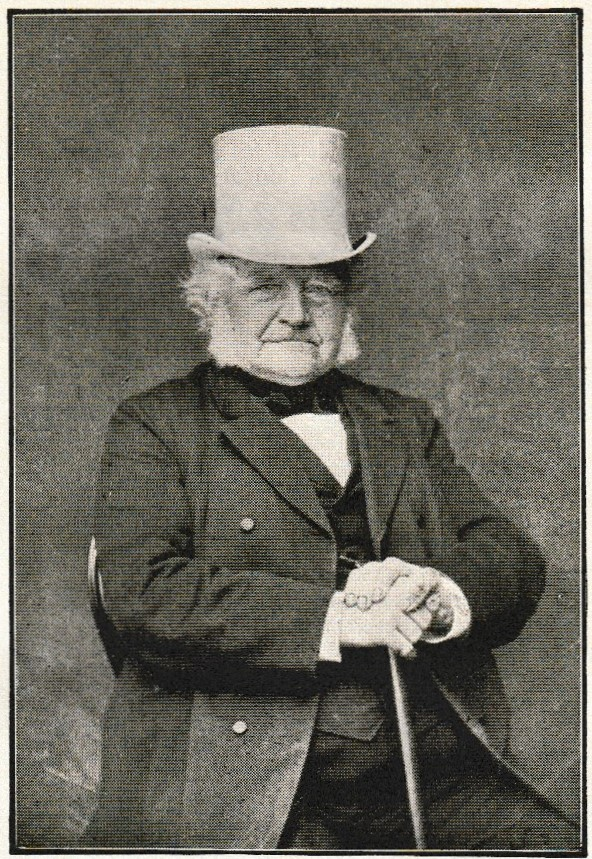
F. W. Brökelmann im Alter von 90 Jahren

Im Jahr 1844 schied Wilhelm Overbeck aus dem gemeinsamen Unternehmen in Neheim aus. In der Folge hielten Brökelmann 3/5 und Cosack 2/5 des Unternehmens, ehe 1846 die Anteile vollständig in die Hand von Brökelmann übergingen. Seither firmierte das Unternehmen unter F. W. Brökelmann. Im Wesentlichen gründete es sich auch weiterhin auf die Verarbeitung und den Vertrieb von agrarischen Produkten. Unter anderem beteiligte sich Brökelmann seit 1851 an einer ehemals staatlichen Ölmühle in Hamm, die er schließlich ganz übernahm, und die seit 1861 unter Brökelmann & Co. firmierte.
Der Übergang zum Industrieunternehmer erfolgte seit 1853, obwohl die Mühlenbetriebe auch weiterhin im Besitz des Unternehmens blieben. In diesem Jahr gründete Brökelmann zusammen mit Cosack, Carl Fuhrmann und Felix Schürmann in Hamm die Eisenwerke Cosack & Co. (die spätere Westfälische Union). In etwa in dieser Zeit begann die Öllampenproduktion sich allmählich in Neheim zu verbreiten und dieser Zweig der metallindustriellen Fertigwarenproduktion wurde zur Grundlage der später dominierenden Leuchtenindustrie in dieser Stadt. Mit Brökelmanns finanzieller Unterstützung kam es zur Gründung einer Metallwarenfabrik der beiden Unternehmer Franz Jäger und Gustav Busse. Im Jahr 1871 beteiligte sich Brökelmann dan, das Unternehmen hieß nun Brökelmann, Jäger & Co., später wurde auch der dritte Teilhaber in die Firma aufgenommen, die seither Brökelmann, Jäger & Busse (BJB) lautete.
Das Unternehmen entwickelte sich in den folgenden Jahrzehnten zum größten Neheimer Industriebetrieb mit etwa 500 Beschäftigten. Es spezialisierte sich auf die Herstellung von Brennern für Petroleumlampen und wurde nach der Jahrhundertwende zu einem zentralen Produzenten von Bauteilen für die Herstellung elektrischer Leuchten.
Brökelmann beteiligte sich über seinen engeren unternehmerischen Bereich hinaus auch an der Gründung der Industrie- und Handelskammer zu Arnsberg, warb bereits 1849 für den Bau der Ruhrtalbahn und trat für die öffentliche Fürsorge für Arbeitsunfähige ein. In seinen Betrieben richtete er bereits 1856 Fabrikunterstützungskassen ein, die nach Verabschiedung des Gesetzes betreffend die Krankenversicherung der Arbeiter vom 15. Juni 1883 im Jahr 1885 zur Betriebskrankenkasse Brökelmann, Jaeger & Busse wurden. Besonders nachhaltig war sein Eintreten für die evangelische Kirchengemeinde im überwiegend katholischen Neheim. Er war maßgeblich an der Finanzierung des Baus einer Kirche, an der Besoldung der Pfarrerstelle sowie am Bau einer evangelischen Schule beteiligt. Im Jahr 1834 war er einer der Mitbegründer des Neheimer Jägervereins. Auch an der Gründung der örtlichen Sparkasse war Brökelmann beteiligt. Selbst an einer Art „Bürgerinitiative“ zur Einrichtung einer Straßenbeleuchtung wirkte er mit. Von 1841 bis 1845 war Brökelmann außerdem Mitglied im Westfälischen Provinziallandtag für den Stand der Städte und den Wahlbezirk „Herzogtum Westfalen“ für die Stadt Gesecke u. a.
Als offizielle Anerkennung für seine Verdienste wurde er von Wilhelm II. zum Kommerzienrat und als 90-Jähriger zum Geheimen Kommerzienrat ernannt. Kurz darauf starb er 1890 in Neheim.
Sein Enkel Friedrich Wilhelm Ottilius Brökelmann gründete 1910 das Unternehmen Brökelmann Aluminium.